# Kovač (Jičín)
Kovač é uma comuna checa localizada na região de Hradec Králové, distrito de Jičín‎.